# Bart Starr Award

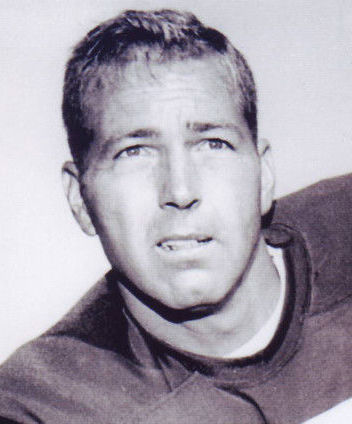
Bart Starr, le créateur des susdits awards.

Le Bart Starr Award est une récompense attribuée annuellement à un joueur de la National Football League pour son comportement exemplaire et ses qualités de leader dans sa ville, que ce soit sur le terrain ou dans sa communauté. Les nommés sont sélectionnés par les directeurs des relations publiques de chaque franchise, les anciens vainqueurs de la récompense, l'équipe de Athletes in Action et Bart Starr lui-même. Les votes ont lieu en même temps que les sélections pour le Pro Bowl. Le vainqueur est annoncé lors du Super Bowl Breakfast, un évènement organisé par Athletes in Action. La récompense porte le nom de Bart Starr, quarterback des Packers de Green Bay, vainqueur des Super Bowls I et II pour son rôle dans la communauté de Green Bay. 

## Vainqueurs du Bart Starr Award
Les vainqueurs sont listés ci-dessous par année lors duquel la récompense leur ait donné et non pour la saison concernée. Par exemple, le vainqueur 2015, Peyton Manning, a reçu la récompense pour la saison 2014 de la NFL.

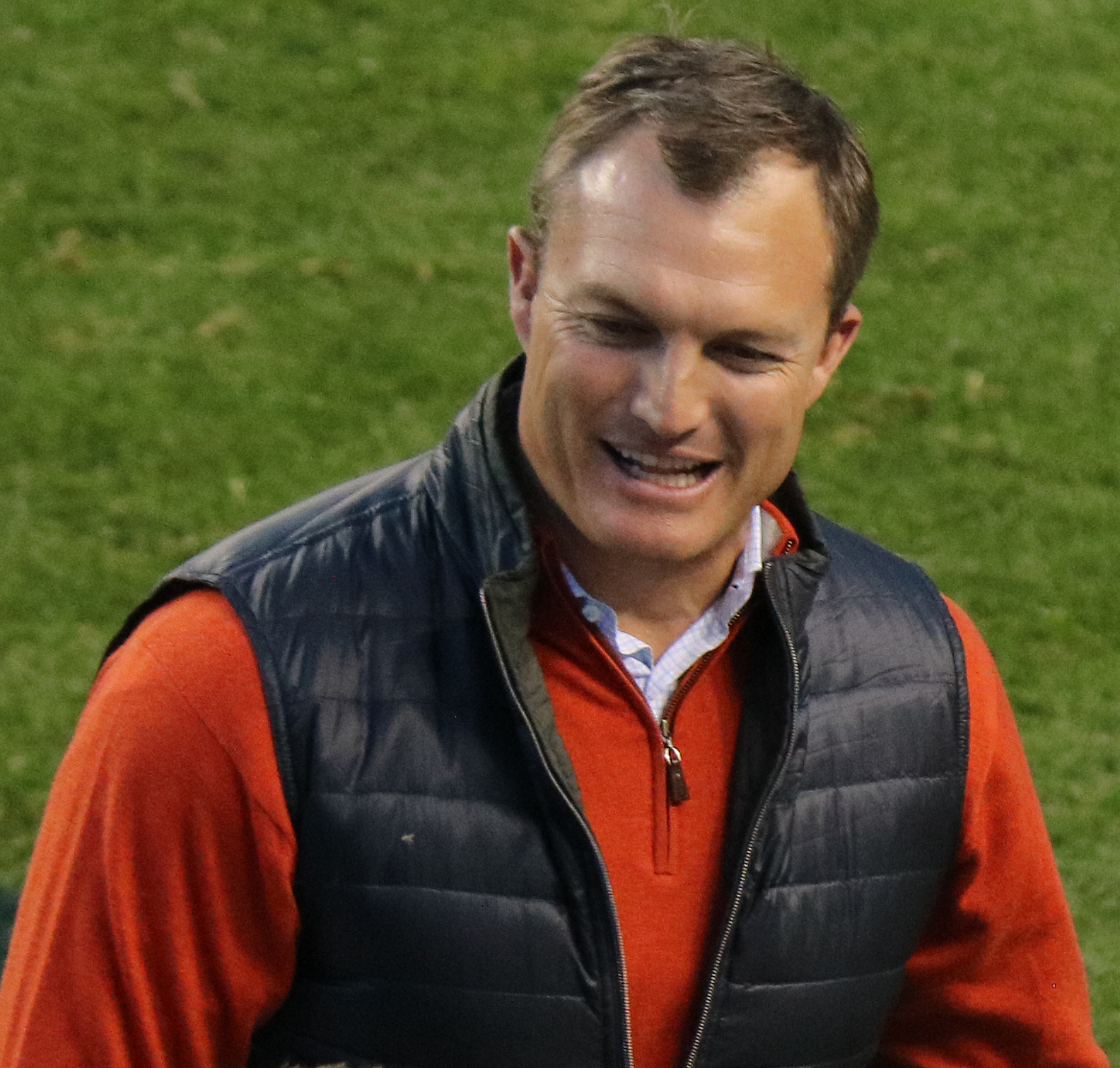
John Lynch, qui a gagné le Bart Starr Award en 2007.

| Année | Joueur                   | Poste                   | Équipe                                        |
| ----- | ------------------------ | ----------------------- | --------------------------------------------- |
| 1989  | Steve Largent            | Wide receiver           | Seahawks de Seattle                           |
| 1990  | Anthony Munoz            | Offensive tackle        | Bengals de Cincinnati                         |
| 1991  | Mike Singletary          | Linebacker              | Bears de Chicago                              |
| 1992  | Reggie White             | Defensive end           | Eagles de Philadelphie                        |
| 1993  | Gill Byrd                | Cornerback              | Chargers de San Diego                         |
| 1994  | Warren Moon              | Quarterback             | Oilers de Houston                             |
| 1995  | Cris Carter              | Wide receiver           | Vikings du Minnesota                          |
| 1996  | Jackie Slater            | Offensive tackle        | Rams de Saint-Louis                           |
| 1997  | Darrell Green            | Cornerback              | Redskins de Washington                        |
| 1998  | Irving Fryar Brent Jones | Wide receiver Tight end | Eagles de Philadelphie 49ers de San Francisco |
| 1999  | Eugene Robinson          | Safety                  | Falcons d'Atlanta                             |
| 2000  | Aeneas Williams          | Cornerback              | Cardinals de l'Arizona                        |
| 2001  | Bruce Matthews           | Offensive tackle        | Titans du Tennessee                           |
| 2002  | Darren Woodson           | Safety                  | Cowboys de Dallas                             |
| 2003  | Trent Dilfer             | Quarterback             | Seahawks de Seattle                           |
| 2004  | Derrick Brooks           | Linebacker              | Buccaneers de Tampa Bay                       |
| 2005  | Troy Vincent             | Cornerback              | Bills de Buffalo                              |
| 2006  | Curtis Martin            | Running back            | Patriots de la Nouvelle-Angleterre            |
| 2007  | John Lynch               | Safety                  | Broncos de Denver                             |
| 2008  | LaDainian Tomlinson      | Running back            | Chargers de San Diego                         |
| 2009  | Warrick Dunn             | Running back            | Buccaneers de Tampa Bay                       |
| 2010  | Kurt Warner              | Quarterback             | Cardinals de l'Arizona                        |
| 2011  | Drew Brees               | Quarterback             | Saints de la Nouvelle-Orléans                 |
| 2012  | London Fletcher          | Linebacker              | Redskins de Washington                        |
| 2013  | Jason Witten             | Tight end               | Cowboys de Dallas                             |
| 2014  | Aaron Rodgers            | Quarterback             | Packers de Green Bay                          |
| 2015  | Peyton Manning           | Quarterback             | Broncos de Denver                             |
| 2016  | Thomas Davis             | Linebacker              | Panthers de la Caroline                       |
| 2017  | Matthew Slater           | Wide receiver           | Patriots de la Nouvelle-Angleterre            |
| 2018  | Benjamin Watson          | Tight end               | Ravens de Baltimore                           |
| 2019  | Calais Campbell          | Defensive end           | Jaguars de Jacksonville                       |
| 2020  | Eli Manning              | Quarterback             | Giants de New York                            |
| 2021  | Demario Davis            | Linebacker              | Saints de La Nouvelle-Orléans                 |
| 2022  | Russell Wilson           | Quarterback             | Seahawks de Seattle                           |
| 2023  | Kirk Cousins             | Quarterback             | Vikings du Minnesota                          |